# Marcel Vertès
Emmanuel Marcel Vertès, né Vértes Marcell à Újpest (Hongrie) le 10 août 1895 et mort à Paris 16e le 31 octobre 1961, est un peintre, graveur, illustrateur, et costumier/décorateur de cinéma français, d'origine hongroise.

## Biographie
Après avoir été élève de Ferenczy aux Beaux-Arts de Budapest, Marcel Vertès a réalisé des affiches politiques durant la Première Guerre mondiale. S'exilant à la fin des hostilités comme ses camarades Mihály Bíró et Róbert Berény, il a étudié à l'Académie Julian à Paris. Il s'est fait connaître en France dès le milieu des années 1920, en particulier pour ses lithographies et ses illustrations. Il publie L'heure exquise, série de gravures érotiques, puis Le pays à mon goût. Ses sujets de prédilection sont alors le cirque, les bals, et les bordels. C'est grâce à un album de lithographies intitulé Dancings qu'il a véritablement accédé à la célébrité. Parmi les œuvres qu'il a illustrées, figurent Chéri et La Vagabonde de Colette, L'Europe galante de Paul Morand et chez les éditeurs-galeristes Madeleine et Pierre Trémois, Le Cirque de Ramón Gómez de la Serna. Il était lié au dessinateur hongrois Alex Szekely.
Il travaille également dans les années 1930 pour des magazines de mode comme l'édition anglaise de Vogue, ou le concurrent américain Harper's Bazaar, ainsi que la Gazette du Bon Ton. Graveur, aquarelliste et créateur de costumes, cet artiste a également collaboré à de nombreuses reprises avec Elsa Schiaparelli, dont des campagnes publicitaires pour les parfums, la création de tissus et même un portrait de la couturière. Mobilisé au début de la guerre, il est démobilisé l'année suivante et part à Biarritz. Tout en passant par l'Espagne, il rejoint New York avec sa femme peu de temps après et s'installe dans la 57e rue, perpétuant ses collaborations et illustrations avec le monde de la mode.
Au début des années 1950, Marcel Vertès a joui d'une renommée de premier plan dans les cercles artistiques, justifiée par un talent souvent qualifié d'exceptionnel. Ses dessins se caractérisent par une grande économie de traits et de couleurs, et il réalise également des illustrations en noir et blanc.
C'est à cette époque qu'il participe au film Moulin Rouge de John Huston en tant que costumier et chef décorateur. Il recevra deux Oscars pour ce film. Il s'installe de nouveau à Paris à la fin des années 1950 et y meurt en 1961.
Il est inhumé au cimetière du Père-Lachaise (90e division).